# Tiny Tim's Second Album
Tiny Tim's 2nd Album (en español El Segundo Álbum de Tiny Tim) es, tal y como su nombre indica, el segundo álbum de estudio del cantante Tiny Tim. Fue producido por Richard Perry y  tuvo un éxito menor al anterior (God Bless Tiny Tim). 
A lo largo de este álbum Tiny Tim hace uso de un tono más serio, pues utiliza un menor número de voces en falsete. Este álbum tiene, además, una sorpresa: Pues contiene una frenética versión de Great Balls of Fire de Jerry Lee Lewis. Esta canción vino precedida por una falsa entrevista a Tiny Tim en la que utilizaba varias voces, creando una conversación ficticia.
Las dos personas que acompañan a Tiny Tim en la portada de su álbum, son sus padres.

## Lista de canciones
1. Come To The Ball - 0:55
2. My Dreams Are Getting Better All The Time - 1:52
3. We Love It - 2:52
4. When I Walk With You - 2:13
5. Community - 2:14
6. She's Just Laughing At Me - 2:22
7. Have You Seen My Little Sue - 3:13
8. Christopher Brady's Old Lady - 5:45
9. Great Balls Of Fire - 3:19
10. Neighborhood Children - 4:07
11. I Can't Help But Wonder (Where I'm Bound) - 2:41
12. It's All Right Now - 2:12
13. Down Virginia Way - 2:03
14. Medley : I'm Glad I'm A Boy/I'm Glad I'm A Girl/My Hero - 3:44
15. As Time Goes By - 4:22